# 万闻华
万闻华（1974年7月—），江苏海门人，女，中华人民共和国政治人物。1988年6月加入共青团，1994年11月加入中国共产党。南京化工大学高分子系高分子材料专业毕业。
长期在共青团江苏省委工作，曾任共青团江苏省委权益部副部长，共青团江苏省委统战部部长、江苏省青年联合会秘书长，共青团江苏省委副书记、江苏省青联副主席。2011年10月，任中国共青团江苏省委书记、党组书记。
2016年6月，任中共连云港市委副书记（正市级）、组织部部长。2017年5月，改兼任中共海州区委书记。2020年6月，不再担任海州区委书记。2021年8月，出任中共泰州市委副书记、市政府市长。